# Gianne Albertoni
Gianne Albertoni Vicente (São Paulo, 5 de julho de 1981) é uma modelo, atriz e apresentadora brasileira. Foi considerada por anos a top model mais jovem a desfilar nas passarelas internacionais.

## Biografia
Filha de uma dona de casa, Maria Tereza Albertoni, e de um fiscal de limpeza urbana de São Paulo, Vilson Vicente, Gianne tem um irmão, Kléber. A modelo cresceu na periferia da cidade, levando uma vida simples no bairro de Santo Amaro.

## Carreira
Foi descoberta quando andava de bicicleta no Parque Ibirapuera, pelo artista multimídia Sergio Valle Duarte, em 1993 e começou a desfilar aos treze anos, já com 1,80 metros de altura. Em poucos meses, já era a mais jovem top model a desfilar nas passarelas internacionais até aquela data, participou de todas as semanas de modas internacionais, ao lado das top models dos anos 90 como Claudia Schiffer, Naomi Campbell e Kate Moss, fez campanhas e desfilou para praticamente todas as grandes grifes do Brasil e do exterior, tais como: Gucci, Prada, Dior, Dolce & Gabbana, Versace, Roberto Cavalli e Armani. Aos treze anos também, fez seu primeiro ensaio, Fine Arts fotografico " Eletrografias e Fotografias com Fios de Cabelo para Futura Clonagem " do fotógrafo Sergio Valle Duarte, primeiramente publicado na revista italiana ZOOM na ediçâo novembro dezembro 1995, faz parte das coleções permanentes : Musee de L'Elysee de Lausanne, Museo Internacional de Eletrografias e Novas Tecnologias, Mide Espanha, Itau Cultural, Museu de Arte Brasileira FAAP da Fundação Armando Alvares Penteado, Brasil, um original participou da setima Biennale Internacionale d'Arte di Roma 2008. 
Fotografou mais de 50 capas de revistas, algumas das mais importantes do Brasil como Vogue Brasil 2004 ,Vogue Brasil 2006, Elle Brasil 2005 , entre muitas outras,.
Participou em 2000 do filme Xuxa Popstar, desde então começou a estudar artes cênicas, em 2009 fez os filmes que estrearam em 2010: Carro de Paulista, de Mario Vianna, Malu de Bicicleta de Marcelo Rubens Paiva, e Muita Calma Nessa Hora de Bruno Mazzeo. Em 2007 estreou no Teatro Cândido Mendes, no Rio de Janeiro, a peça Você Está Aqui, de Fernando Ceylão, que devido ao sucesso, virou um seriado no Canal Brasil. Estreou em março de 2009, a peça Cachorras Quentes, de Luiz Carlos Goes, com direção de Marcos Alvisi, no Teatro do Leblon, sala Tônia Carrero, Rio de Janeiro. Na televisão, participou dos seriados, Mandrake da HBO, Voce Está Aqui e Amorais do Canal Brasil. Participou da novela Beleza Pura e dos seriados Casos e Acasos e Toma Lá Dá Cá da Globo. Como apresentadora, iniciou apresentando o Fox Fashion, cobrindo as semanas de moda de São Paulo e Rio de Janeiro, pelo canal Fox; de 2005 até 2007 apresentou o E!Fashion Weeks, depois em 2008, o Conexão Brasil, que mostrava os lugares de entretenimento, cultura e moda entre o eixo Rio e São Paulo e, no inicio de 2009, o Eletrika!, que entrevistava as pessoas ligadas a moda, música e teatro, todos pelo canal E! Entertainment Television.
Em agosto de 2009, foi contratada pela RecordTV para apresentar o Hoje em Dia, e no mesmo ano ingressou na faculdade de jornalismo. Ainda em 2009 apresentou Fashion Rocks, pela Record. Em 2009 no estréia o quadro De Carona Com A Moda, no Hoje em Dia e, no mesmo ano, se torna apresentadora fixa do programa, ganhando o Prêmio Jovem Brasileiro, categoria Revelação e Destaque, como apresentadora de televisão. Em 2011 estréia o quadro "Dica Albertoni e ganha novamente o Premio Jovem Brasileiro, agora na categoria Melhor Apresentadora Jovem. Em 2013 se tornou repórter do programa Programa da Tarde e apresentadora do A Fazenda Online. Ainda em 2013, participou do especial de fim de ano Pa Pe Pi Po Pu. Gianne ficou  8 anos como apresentadora na TV Record, tendo sua saída em 2017. Como modelo nunca deixou de lado seu trabalho como modelo.
Gianne completou 30 anos de carreira em 2024 e continua fazendo campanhas de moda/publicidade, e desfiles na semana de moda, como SPFW além de trabalhar como influencer. 
Em 2024 gravou o programa Werk it como apresentadora ao lado da sua amiga maquiadora Maxi Weber, na qual juntas idealizaram o projeto e será Lançado em 2025 pelo Canal E! junto com a Universal .

## Filmografia

### Televisão
| Ano     | Título                        | Personagem          | Nota                                         | Emissora     |
| ------- | ----------------------------- | ------------------- | -------------------------------------------- | ------------ |
| 2001    | Italiani                      | Assistente de palco |                                              | Canale 5     |
| 2004    | Fox Fashion                   | Apresentadora       |                                              | Fox Brasil   |
| 2005    | Mandrake                      | Gigi                | Episódio: "Yag"                              | HBO Brasil   |
| 2005–07 | E! FashionWeeks               | Apresentadora       |                                              | E!           |
| 2006    | Cristal                       | Dominique           |                                              | SBT          |
| 2007    | Circo do Faustão              | Participante        | Temporada 1                                  | TV Globo     |
| 2008    | Beleza Pura                   | Musa do Carcará     | Episódio: "18 de fevereiro"                  | TV Globo     |
| 2008    | Casos e Acasos                | Milene Richter      | Episódio: "Ele é Ela, Ela é Ele e Ela ou Eu" | TV Globo     |
| 2008    | Amorais                       | Ela mesma           | Episódio: "19 de julho"                      | Canal Brasil |
| 2008    | Você Está Aqui                | Amanda Borges       |                                              | Canal Brasil |
| 2008    | E! Conexão Brasil             | Apresentadora       |                                              | E!           |
| 2009    | E! Eletrika                   | Apresentadora       |                                              | E!           |
| 2009    | Toma Lá, Dá Cá                | Orlanda Bloom       | Episódio: "A Garota da Capa"                 | TV Globo     |
| 2009–12 | Hoje em Dia                   | Apresentadora       |                                              | Rede Record  |
| 2012    | Extreme Makeover Social       | Apresentadora       |                                              | Rede Record  |
| 2013–15 | Programa da Tarde             | Repórter            |                                              | Rede Record  |
| 2013    | Pa Pe Pi Po Pu                | Kátia (Loira)       | Especial de final de ano                     | Rede Record  |
| 2023    | Bake Off Brasil: Celebridades | Participante        | Temporada 3                                  | SBT          |
| 2025    | Werk it                       | Apresentadora       |                                              | Canal E!     |

### Internet
| Ano         | Título               | Personagem    |
| ----------- | -------------------- | ------------- |
| 2013–15     | A Fazenda Live       | Apresentadora |
| 2016        | Power Couple Live    | Apresentadora |
| 2017        | Noite das Meninas    | Apresentadora |
| 2021 - 2025 | Close Certo! Podcast | apresentadora |

### Cinema
| Ano  | Título                       | Personagem     |
| ---- | ---------------------------- | -------------- |
| 2000 | Xuxa Popstar                 | Ela mesma      |
| 2009 | Carro de Paulista            | Angélica       |
| 2010 | Muita Calma Nessa Hora       | Mari           |
| 2011 | Malu de Bicicleta            | Babi           |
| 2014 | Muita Calma Nessa Hora 2     | Mari           |
| 2017 | Gostosas, Lindas e Sexies    | Vera           |
| 2018 | Chacrinha: O Velho Guerreiro | Elke Maravilha |

### Videoclipe
| Ano  | Música                     | Artista    |
| ---- | -------------------------- | ---------- |
| 2010 | "Muita Calma Nessa Hora"   | Leoni      |
| 2010 | "Meu Lugar"                | Red Trip   |
| 2011 | "Tudo Me Faz Lembrar Você" | Jota Quest |

## Teatro
| Ano     | Título            | Personagem |
| ------- | ----------------- | ---------- |
| 2007–08 | Você Está Aqui    |            |
| 2009    | Cachorras Quentes |            |

## Prêmios e indicações
| Ano  | Prêmio                  | Categoria                    | Resultado |
| 2010 | Prêmio Jovem Brasileiro | Apresentadora de Tv Destaque | Venceu    |
| 2011 | Prêmio Jovem Brasileiro | Melhor Apresentadora Jovem   | Venceu    |
| ---- | ----------------------- | ---------------------------- | --------- |